# 梶秀樹
梶 秀樹（かじ ひでき、1942年 - ）は、日本の都市防災学者。筑波大学教授、慶應義塾大学教授、東京工業大学特任教授、国際連合地域開発センター所長、地域安全学会会長、日本不動産学会会長などを歴任した。

## 経歴
関東州大連市生まれ。東京都出身。1965年東京工業大学理工学部建築学科卒業。1967年東京工業大学大学院修士課程修了。1970年東京工業大学大学院理工学研究科建築学専攻後期博士課程修了、工学博士、東京工業大学社会工学科助手。1972年建設省建築研究所研究員。1974年東京工業大学社会工学科助教授。1978年アジア工科大学院人間居住学科准教授。1981年筑波大学社会工学系助教授。同年筑波大学都市防災研究室を創立。1985年筑波大学社会工学系教授。1991年地域安全学会会長。1993年国際連合地域開発センター所長。1999年慶應義塾大学総合政策学部教授。2005年筑波大学名誉教授。2006年日本不動産学会会長。2007年東京工業大学都市地震工学センター特任教授。2008年東京都火災予防審議会副会長。2014年地域防災支援協会理事。

## 著作
- 『現代都市計画用語録』彰国社 1980年
- 『居住環境管理と財政運営』技報堂出版 1985年

### 編著
- 『都市防災学 : 地震対策の理論と実践』学芸出版社 2007年
- 『東日本大震災の復旧・復興への提言』技報堂出版 2012年

### 監修
- 『中学生のための正しい判断力を養う15の防災心得 : 地震防災how to mini』イオタ 2010年
- 『なぜ、地震対策が必要なのか 生活の継続・早期再開のために』教配 2010年